# Theologiai Szemle
Theologiai Szemle (1925–1948, 1958–) magyar ökumenikus teológiai folyóirat; a Magyarországi Egyházak Ökumenikus Tanácsának (MEÖT) negyedévente megjelenő folyóirata.
Székhelye Budapesten van.

## Tartalma
Egyházpolitikai, teológiai és tudományos cikkeket közöl.

## Szerkesztők
Csikesz Sándor, Vasady Béla, Czeglédy Sándor, Módis László. 1947-ben és 1948-ban csak egy-egy füzet jelent meg, melyeket Pákozdy László Márton szerkesztett. 1958-tól szerkesztette Kádár Imre. 
A 2020-as évek elején a főszerkesztő dr. Bóna Zoltán.

## Története
1925-ben jelent meg először és 1948-ig, a kommunista hatalomátvételig működött.
1958 májusában indult újra; a MEÖT jelentette meg. Periodicitása változó volt.
2001 óta negyedévente jelenik meg.

## Állományadatok
Adatok: 
1.1925:1-6--12.
1936:1-6. 13.
1937:1-4--17.
1941:1-4; 18.
1942-22.1946. 23.
1947:(1) 24. 
1948 (1); Ú.f.:1.
1958:1-8; 2.
1959:1-12–22.
1979:1-12; 23.
1980:1-6--43.
2000:1-6; 44.
2001:1-4--53.
2010:1-4.

## Munkatársak
- Kozma Zsolt